# Пилето (филм)
 Тази статия е за филма.  За книгата на Уилям Уортън вижте Пилето.  
„Пилето“ (на английски: Birdy) е американски драматичен филм на режисьора Алън Паркър от 1984 г., по едноименния роман на Уилям Уортън.

## Сюжет
Внимание:  Текстът по-долу разкрива сюжета на произведението (или части от него)!
„Пилето“ е пациент, хоспитализиран за лечение на психологическа травма след участието си във Виетнамската война. Не комуникира с никого, а езикът на тялото му се оказва напълно неразбираем за военния психиатър. Лекарят се обръща за помощ към най-добрия приятел на пациента си – Ал, който се лекува в друга болница след тежки наранявания от войната. Ал се опитва да помогне на приятеля си, като му припомня истории от ученическите години, но с всеки изминат ден фрустрацията му расте, защото „Пилето“ продължава да не общува.
Все пак Ал има надежда, защото приятелят му започва да показва емоции. Времето напредва, а лекарят не вижда подобрение и смята да отпрати Ал, а освен това започва да забелязва признаци за психическо разстройство и у него. Отчаянието на Ал расте, а с него и разочарованието от света, в който изглежда че няма място не само за странния му приятел „Пилето“, но и за самия него.
Спомените на Ал хвърлят светлина върху душевния свят на приятеля му „Пилето“, който не само отглежда и изучава птици, но и мечтае да бъде птица и се учи да лети с помощта на конструирани от него крила, а в сънищата си се превръща в птица и така постепенно се отчуждава все повече от заобикалящата го среда.

## В ролите
| Изпълнител    | Роля                   |
| ------------- | ---------------------- |
| Матю Модайн   | Пилето                 |
| Никълъс Кейдж | Алфонсо (Ал) Колумбато |
| Джон Харкинс  | Д-р/Майор Уейс         |
| Санди Барон   | Г-н Колумбато          |
| Карън Йънг    | Хана Рурк              |
| Бруно Кърби   | Реналди                |
| Нанси Фиш     | Г-жа Превост           |

## Контекст
Работнически квартал на Филаделфия в края на 1950-те и началото на 1960-те.